# Ford Futura

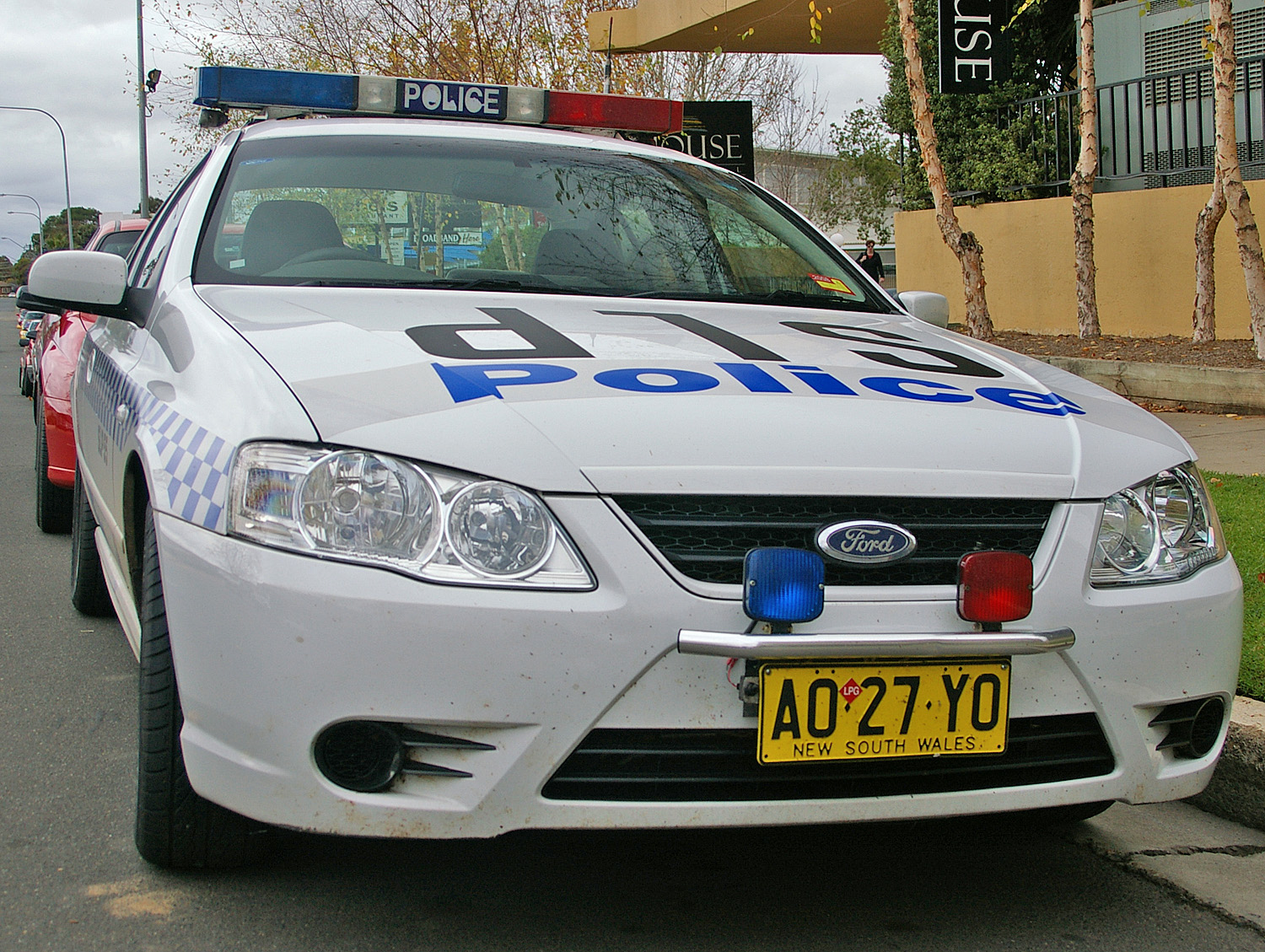
Die Front unterscheidet sich optisch von der des Ford Falcon. Hier als Fahrzeug der New South Wales Police Force.

Der Ford Futura ist ein großer Personenkraftwagen, den Ford Australien herstellte. Er war als 4-türige Limousine und 5-türiger Kombi erhältlich. Der Futura gehört zur BF-Serie des australischen Ford Falcon wurde aber als „Ford Futura“ und nicht als „Ford Falcon Futura“ vermarktet. Zuerst tauchte der Name an einer Luxuslimousine der XL-Serie des Ford Falcon auf, die 1962 herausgebracht wurde. 1966 ließ man bei der XR-Serie den Namen wieder fallen, aber 1969 tauchte er bei der XW-Serie wieder auf. 1976 war er bei der XC-Serie wieder verschwunden, um 1993 bei der ED-Serie wieder aufzutauchen. Seitdem verwendet ihn Ford Australien ohne Unterbrechung.
Der Ford-Konzern nutzte die Modellbezeichnung Futura gelegentlich auch in den USA. In den 1950er-Jahren gab es einen Prototyp namens Lincoln Futura, der die Basis für das Batmobile darstellte, das später in der Fernsehserie Batman eingesetzt wurde. In den frühen 1960er-Jahren gab es beim US-amerikanischen Ford Falcon ein höherwertig ausgestattetes Coupé unter dem Namen Futura, ebenso wie vom Ford Fairmont in den 1970er-Jahren.
Ursprünglich sollte der Ende 2005 in den USA erschienene Ford Fusion als Futura vermarktet werden. Das Modell wurde aber nach einem Gerichtsurteil um die Namensrechte noch vor seinem Erscheinen umbenannt. Futura gehört der Handelskette für Autoersatzteile Pep Boys und wird als Bezeichnung für deren Reifen verwendet.
In den 2000er-Jahren gab es bei Ford of Europe verschiedene Sondermodelle mit der Zusatzbezeichnung Futura.

## Bildergalerie

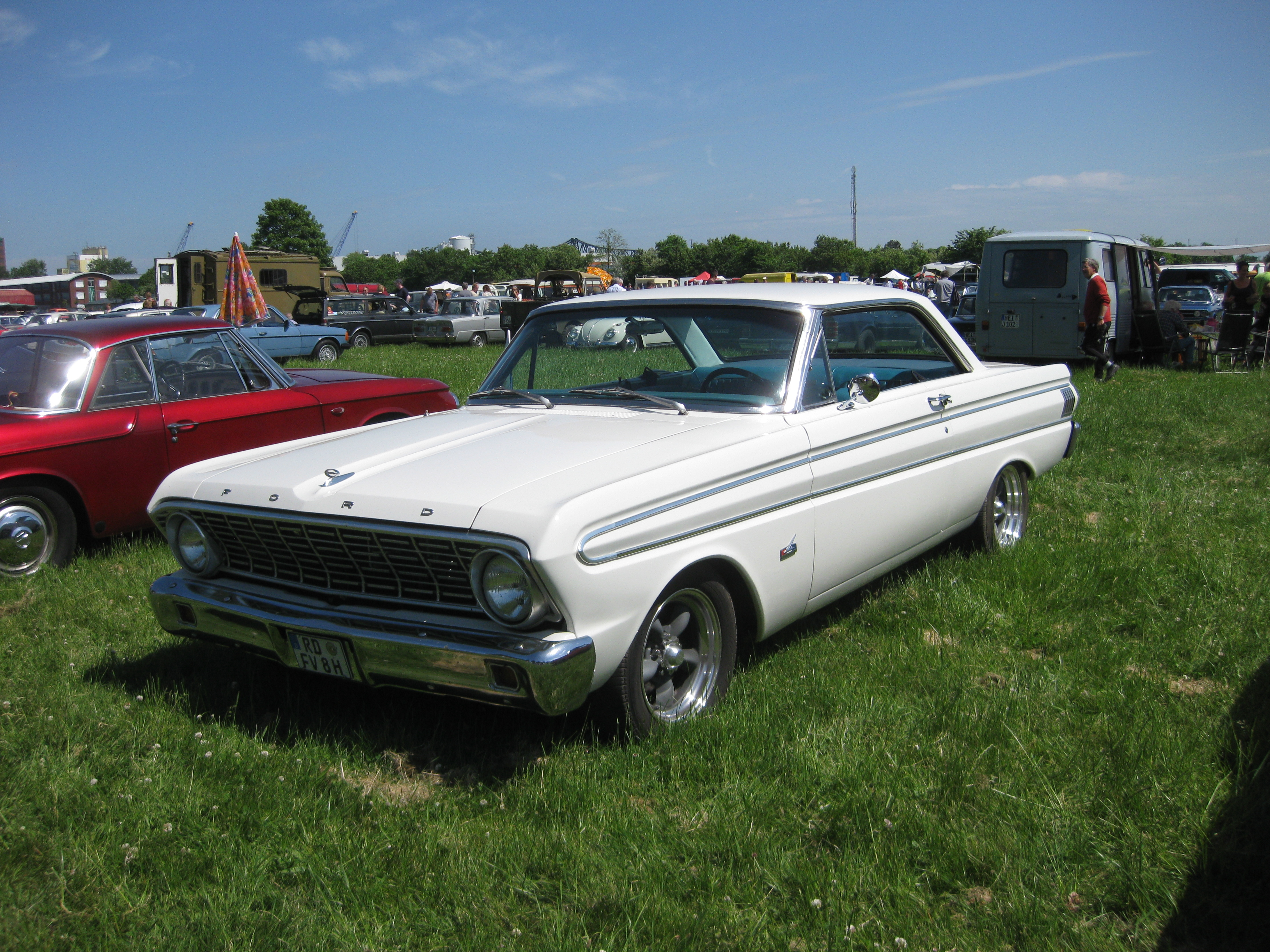
Ford Futura Frontansicht
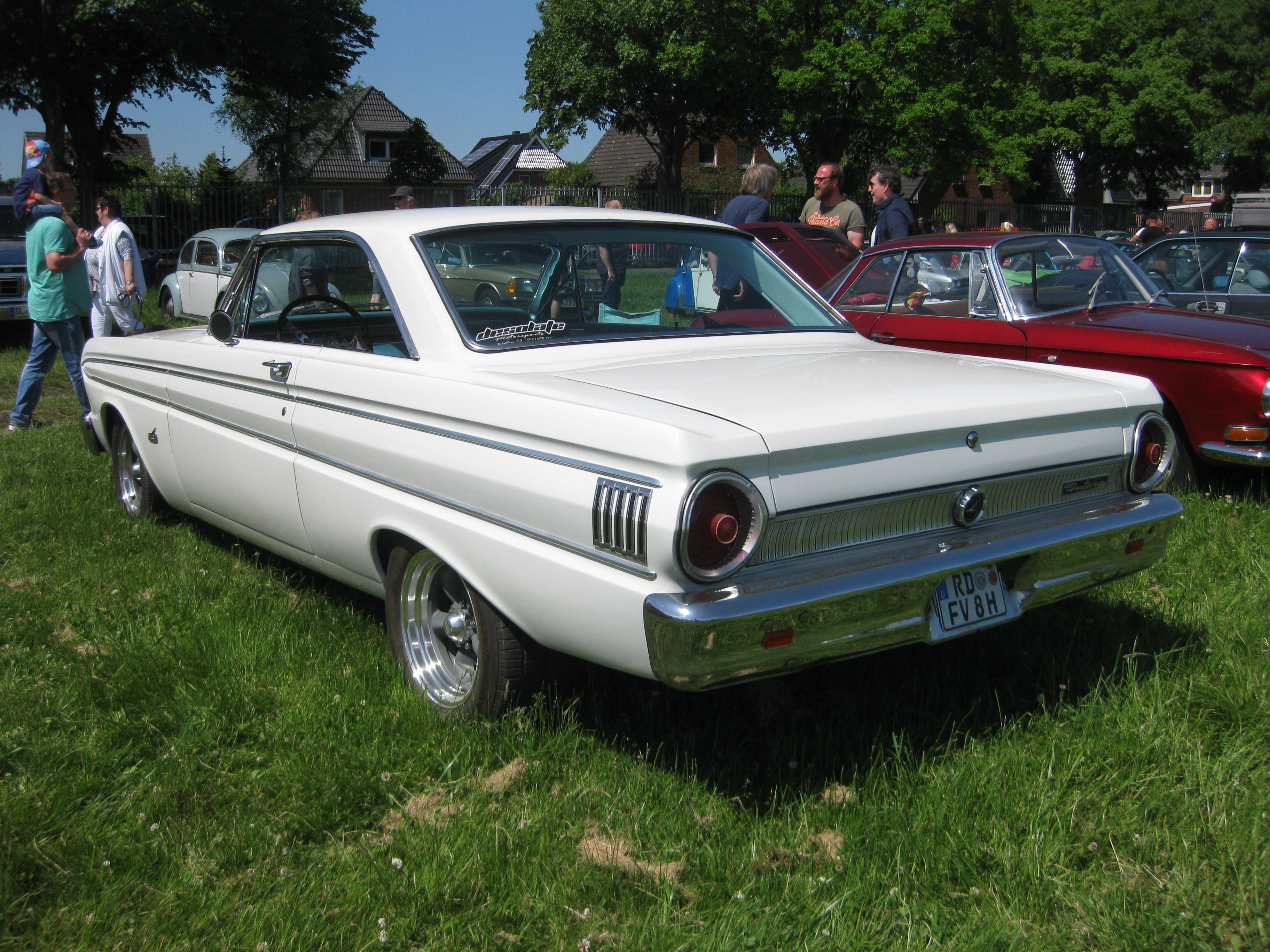
Ford Futura Heckansicht
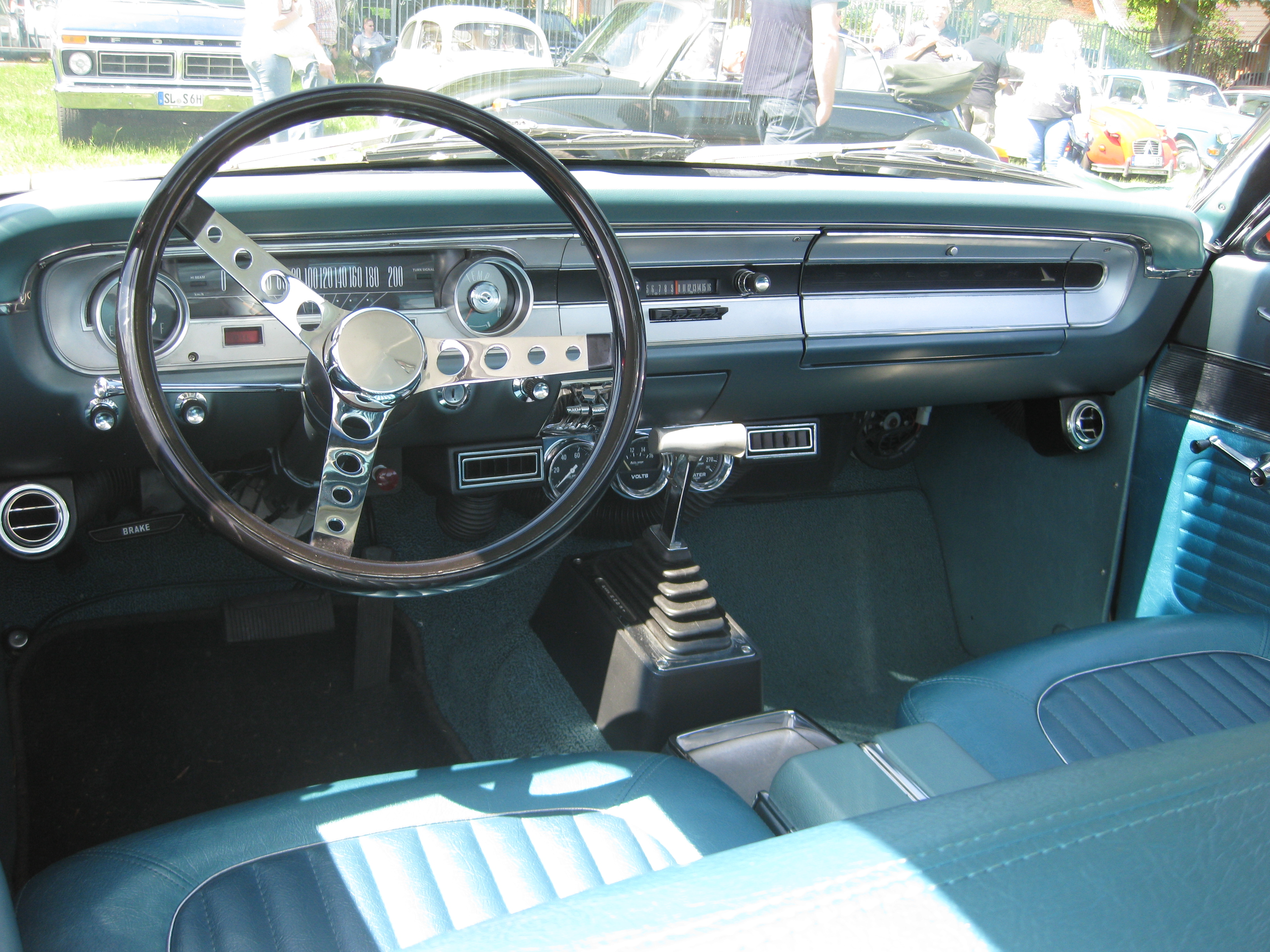
Ford Futura Cockpit
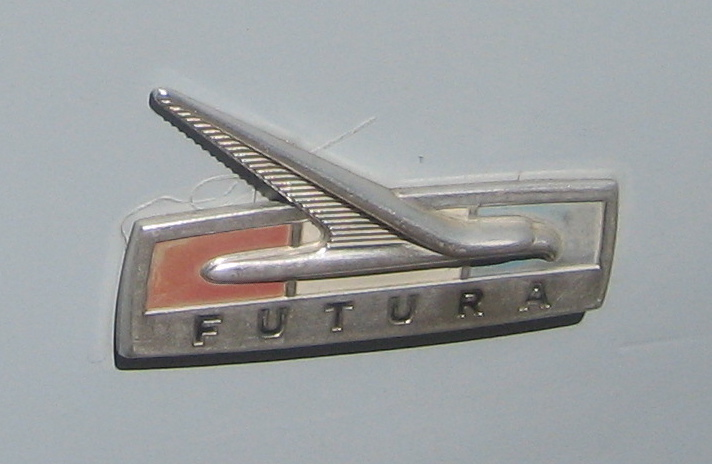
Emblem eines US-Futura aus den 1960er-Jahren